# Feldbahn- und Industriemuseum Wiesloch

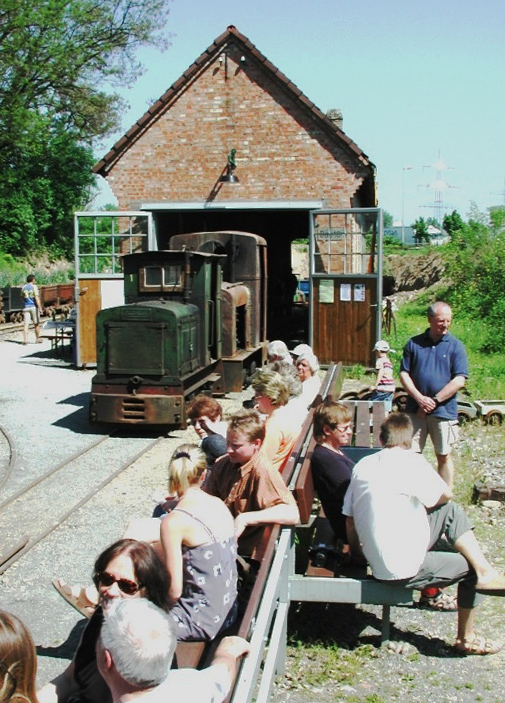
Feldbahnmuseum Wiesloch, Besucher vor dem denkmalgeschützten Lokschuppen (Aufn. 2005)

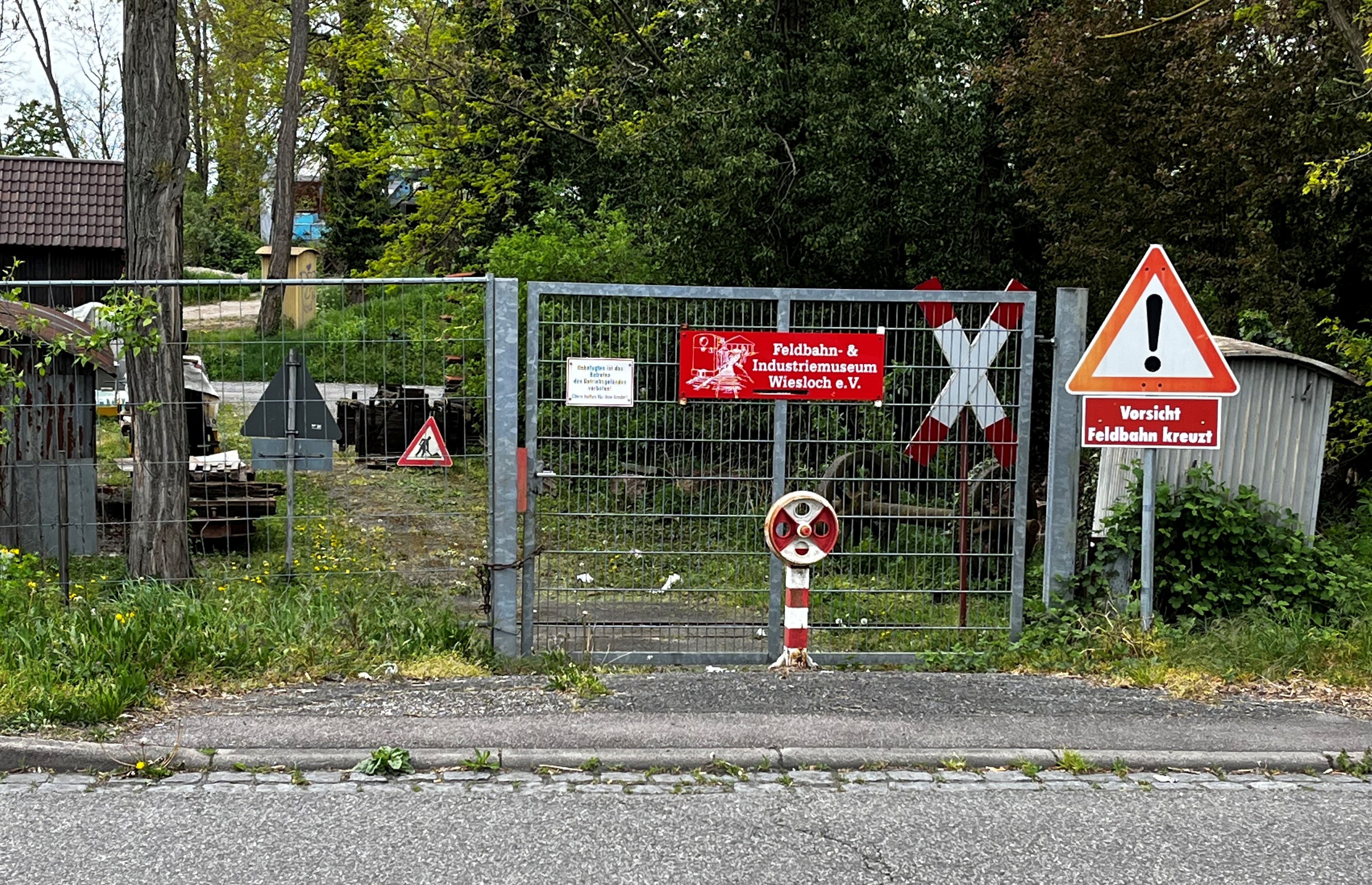
Feldbahnmuseum, Fußeingang für Fahrtage

Der Verein Feldbahn- und Industriemuseum Wiesloch e. V. ist ein Museumsbahnverein im baden-württembergischen Wiesloch, der sich
dem Erhalt und Betrieb von historischen Feld- und Grubenbahnen sowie Maschinen aus der einstigen Förder- und Produktionstechnik der Ziegelindustrie widmet. Er wurde im Jahre 2001 in einem abgestellten Bauzugwagen (Gattung B3yg) auf dem Gelände der 1989 stillgelegten Tonwaren-Industrie-Wiesloch A. G. (TIW) gegründet. Mehrmals im Jahr werden Fahrtage veranstaltet, an denen das Museum geöffnet ist und Rundfahrten auf den schmalspurigen Gleisanlagen des Vereins angeboten werden.

## Historie der Wieslocher Ziegeleiproduktion
Im Jahre 1896 gründete sich die TIW Thonwaaren-Industrie Wiesloch Act.-Ges. (Baden) zur Fertigung von Dachziegeln und Falzpfannen, die ihre Rohstoffe aus der nahe gelegenen Tongrube 'Demel' gewann. Zahlreiche archäologische Funde beim Bau des Werks ließen darauf schließen, dass bereits in der Römerzeit hier Ton gewonnen und Geschirr gebrannt wurde. Für den Transport des tertiären Tongesteins zu den Produktionsstätten, entstand direkt an der Großherzoglichen Staatsbahnstrecke Heidelberg-Karlsruhe, westlich der Stadt Wiesloch, eine werkseigene Feldbahn, die zunächst mit Pferden betrieben wurde. Aus dem Jahr 1905 ist die Anschaffung einer ersten Dampflokomotive (Orenstein & Koppel) mit 600 mm Spurweite überliefert. Im gleichen Jahr wurde der heute noch erhaltene Feldbahnlokschuppen errichtet. Die Leitung der A. G. übernahm 1910 Julius Hofmann, der seine Stellung als Direktor bis 1947 innehatte. 1916 fielen Teile des Werks einem Großbrand zum Opfer. Infolge des Ersten Weltkriegs konnte der Wiederaufbau erst 1918 begonnen und 1922 beendet werden. Danach begann die Blütezeit des Unternehmens, mit einer Jahresproduktion von 15 Millionen Dachwerkziegeln und einer Beschäftigung von 400 Mitarbeitern. Gegen Ende des Zweiten Weltkriegs folgte der nächste Rückschlag für das erfolgreiche Unternehmen. Am 22. März 1945 kam es bei einem gezielten Bombenabwurf auf das Ziegelwerk zu schwersten Schäden. Etwa 80 Prozent der Anlagen wurden zerstört. Erst nach dreijährigem Wiederaufbau (1947–1950) konnte im Januar 1950 der erste Brennofen wieder angefeuert werden. Die wiedererrichteten umfangreichen Produktionsanlagen, die sich vom Lokschuppen bis zum heutigen Bahnhof Wiesloch-Walldorf erstreckten, besaßen nun auch einen eigenen normalspurigen Gleisanschluss über den Leimbach an die Hauptbahn zur Verladung von Fertigprodukten. Auf diesen Gleisen war bis zuletzt eine Breuer Rangiertraktor im Einsatz.
Verbunden mit der Einführung einer vollautomatischen Produktionslinie im Jahr 1974, entstand ein drastischer Personalabbau. Im Anschluss wurde 1979 auch der Feldbahnbetrieb eingestellt. Jetzt übernahmen LKW den Transport des Tons. Gleisanlagen und Lokschuppen waren ab sofort funktionslos und gerieten in Vergessenheit.
1989 folgte das Ende der gesamten Produktion. Das Betriebsgelände samt der Tongrube Demel gingen an die Stadt Wiesloch. Die ausgebeutete Grube diente nun als Erdaushub- und Bauschutt-Deponie. Alle Produktionsanlagen, mit Ausnahme des Verwaltungsgebäudes, dem Pförtnerhaus und der Direktorenvilla verschwanden. Die Firma TIW existierte juristisch noch als Beteiligungsgesellschaft bis 1994 fort und wurde danach von der Marseille-Kliniken A. G. übernommen.

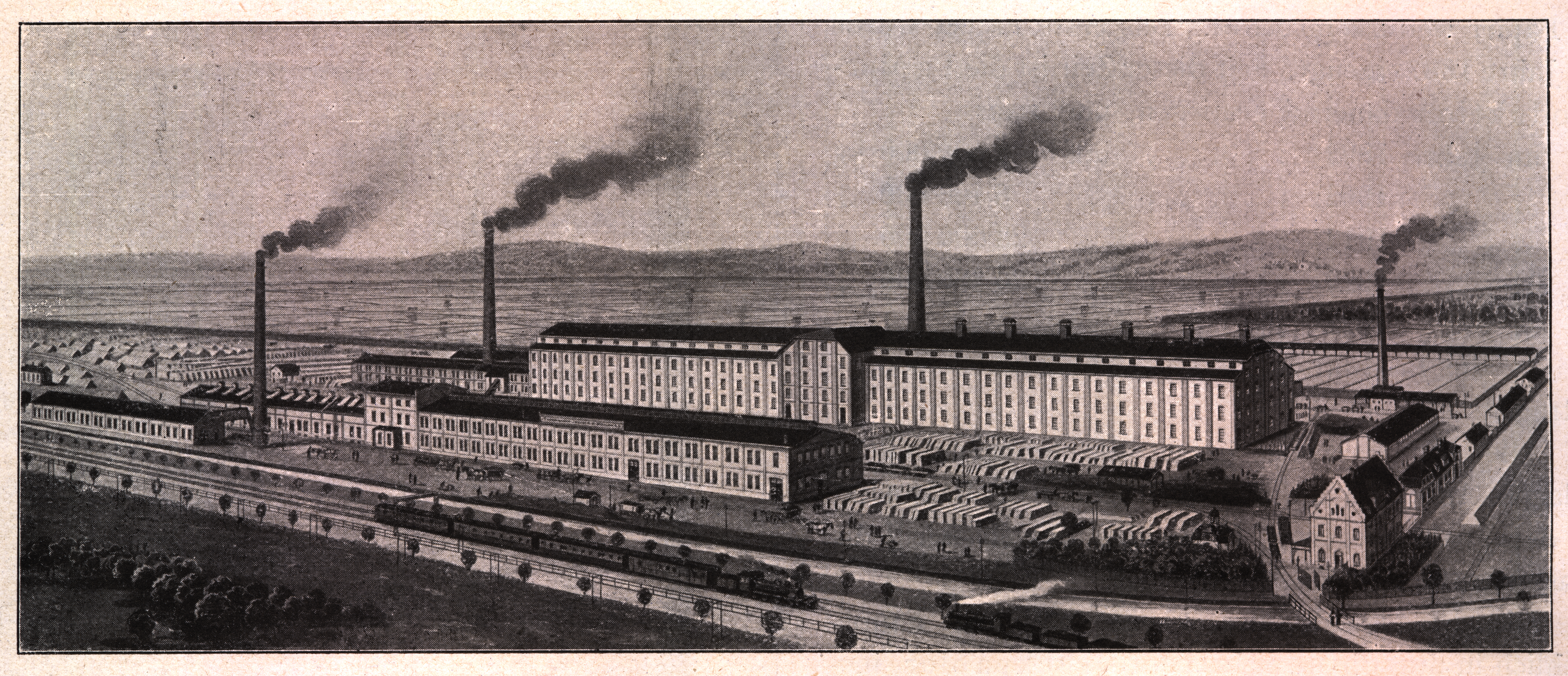
Produktionsanlagen Tonwarenindustrie Wiesloch A. G. (1925)
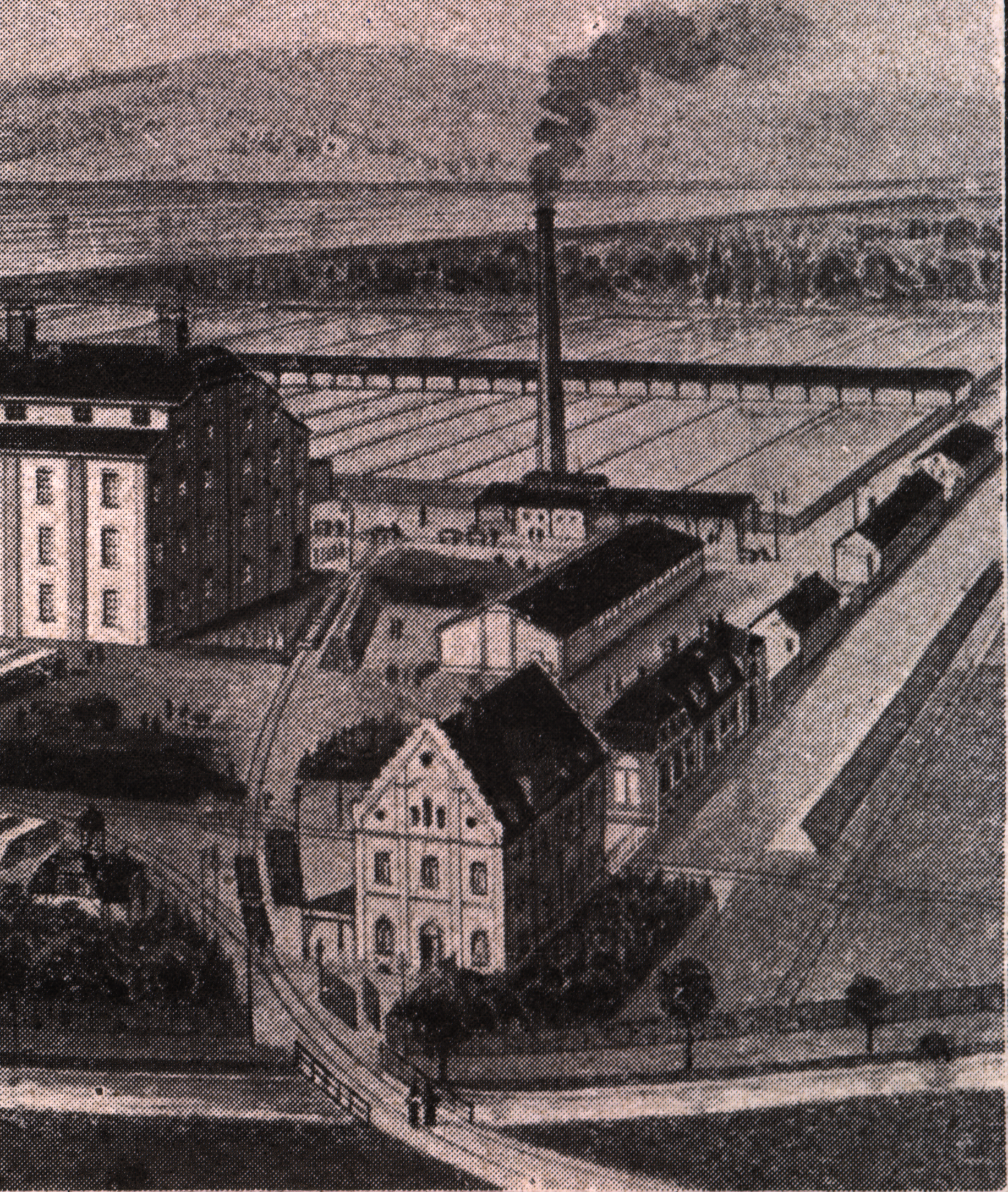
Industriegelände mit Verwaltungsgebäude am Leimbach (1925)
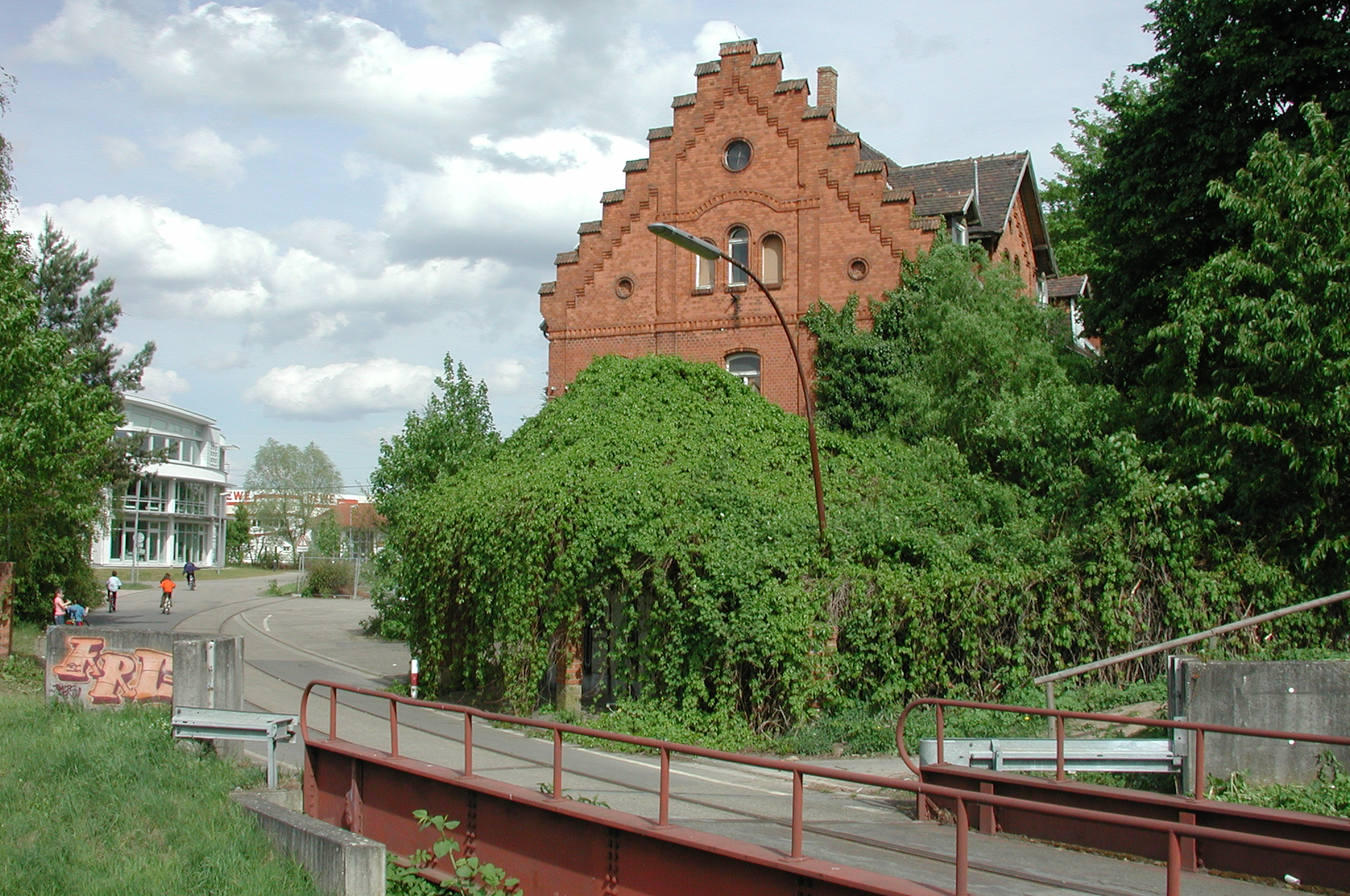
Ehemaliges Verwaltungsgebäude der TIW am Leimbach (Aufn. 2003)
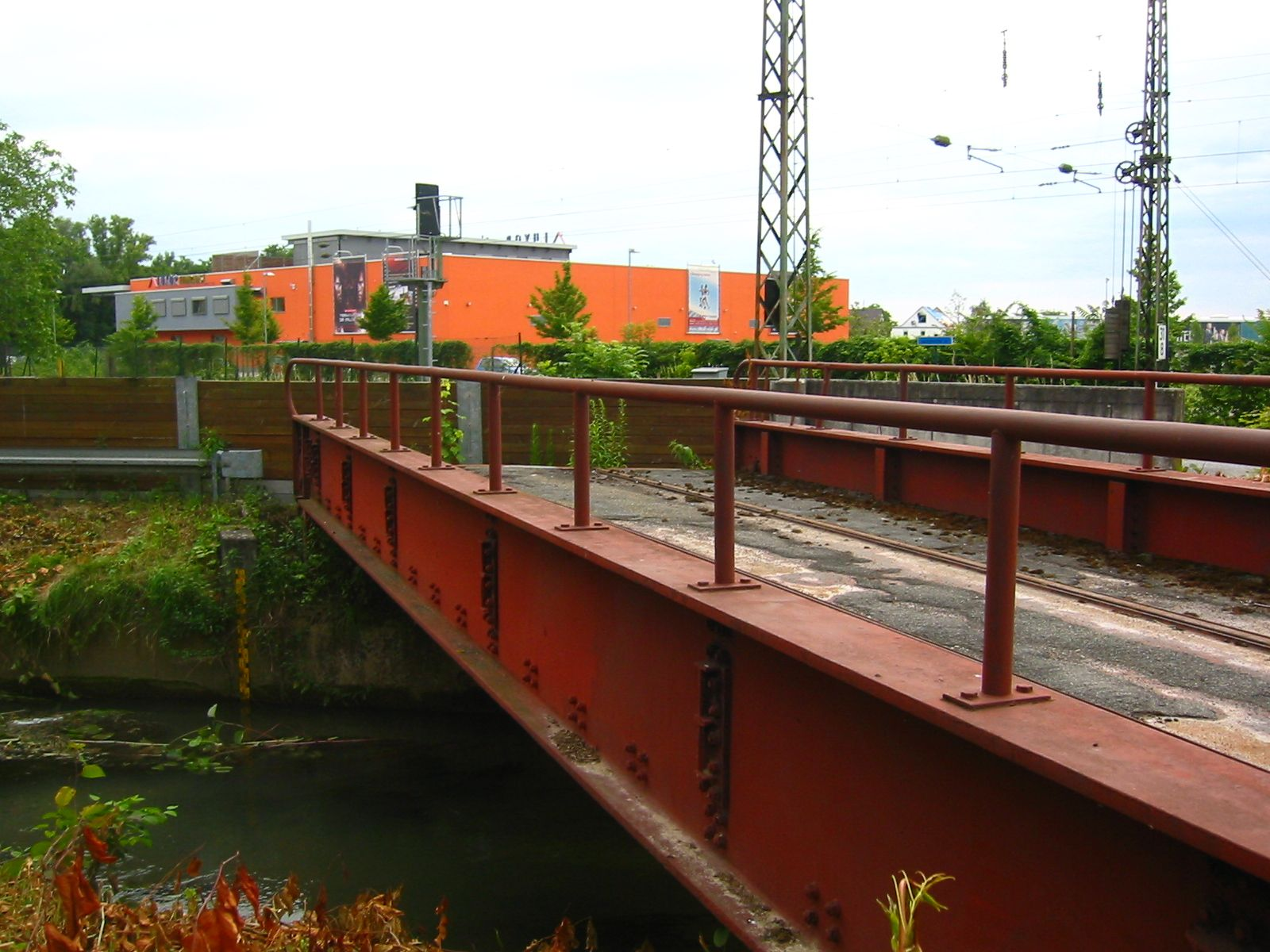
Ehemalige Eisenbahnbrücke zum Haupteingang des Ziegelwerks TIW
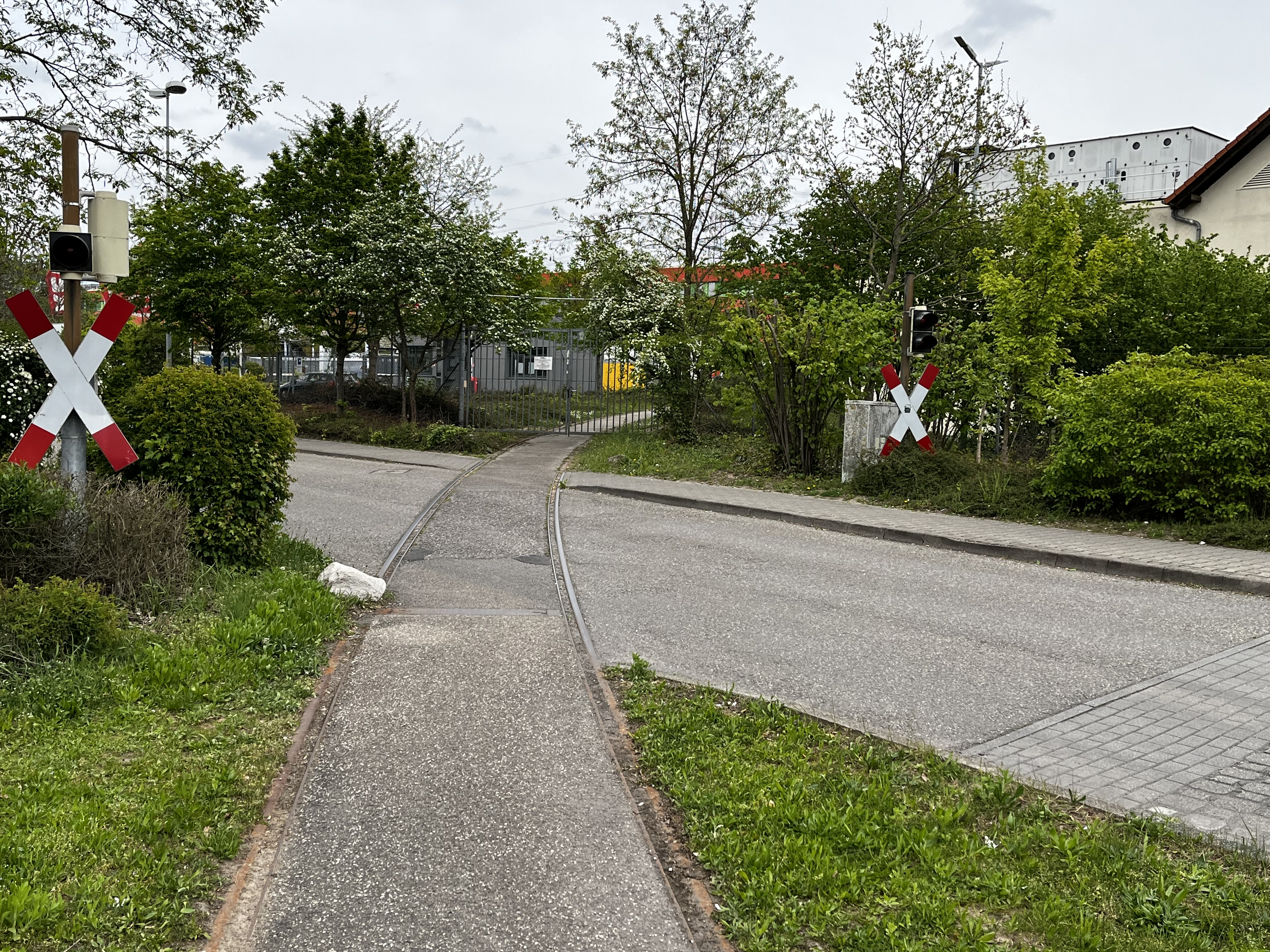
Ehemaliger Bahnübergang auf dem TIW Gelände
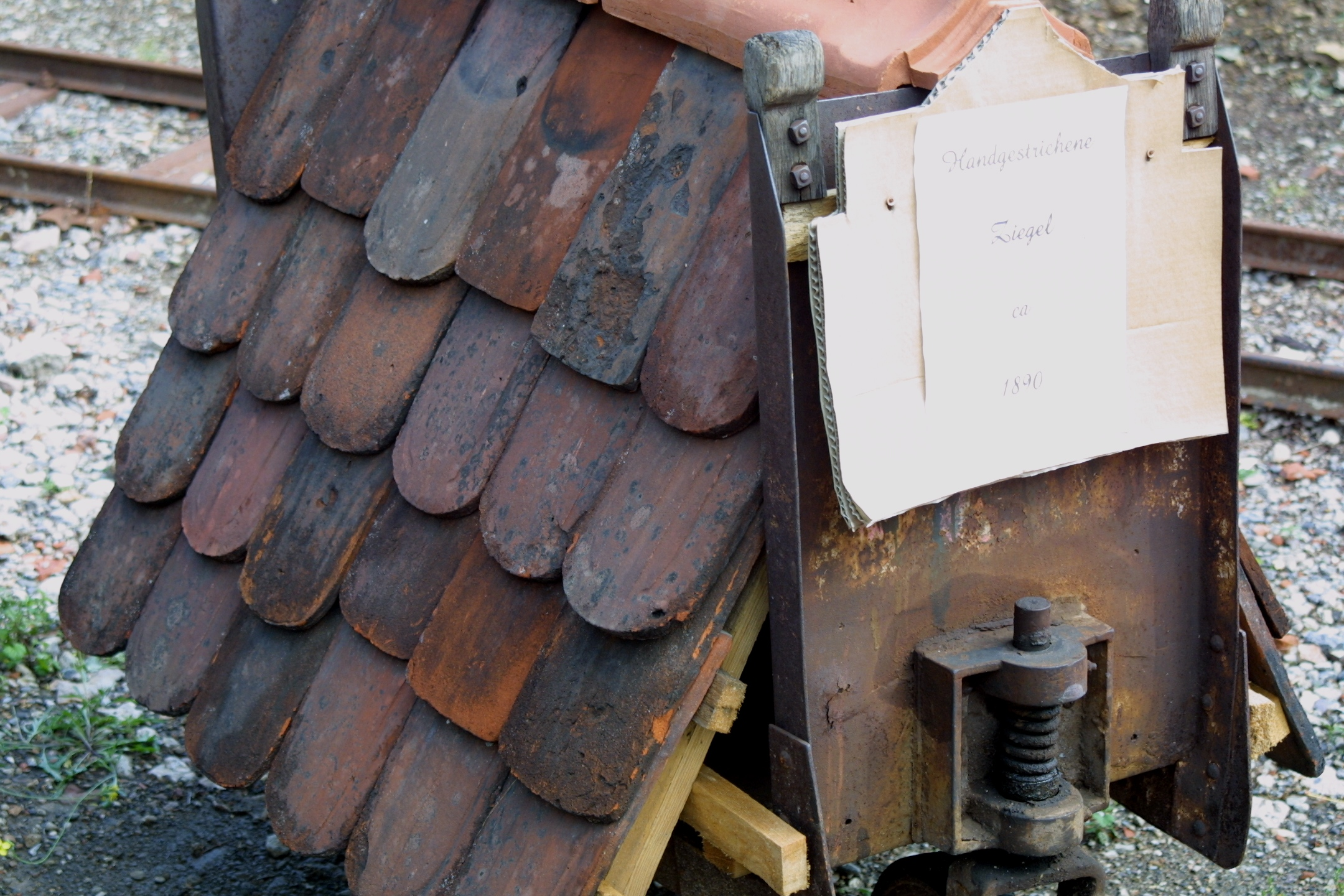
Historischer Ziegelwagen der TIW  mit handgestrichenen Dachziegeln (Modell: Biberschwanz)
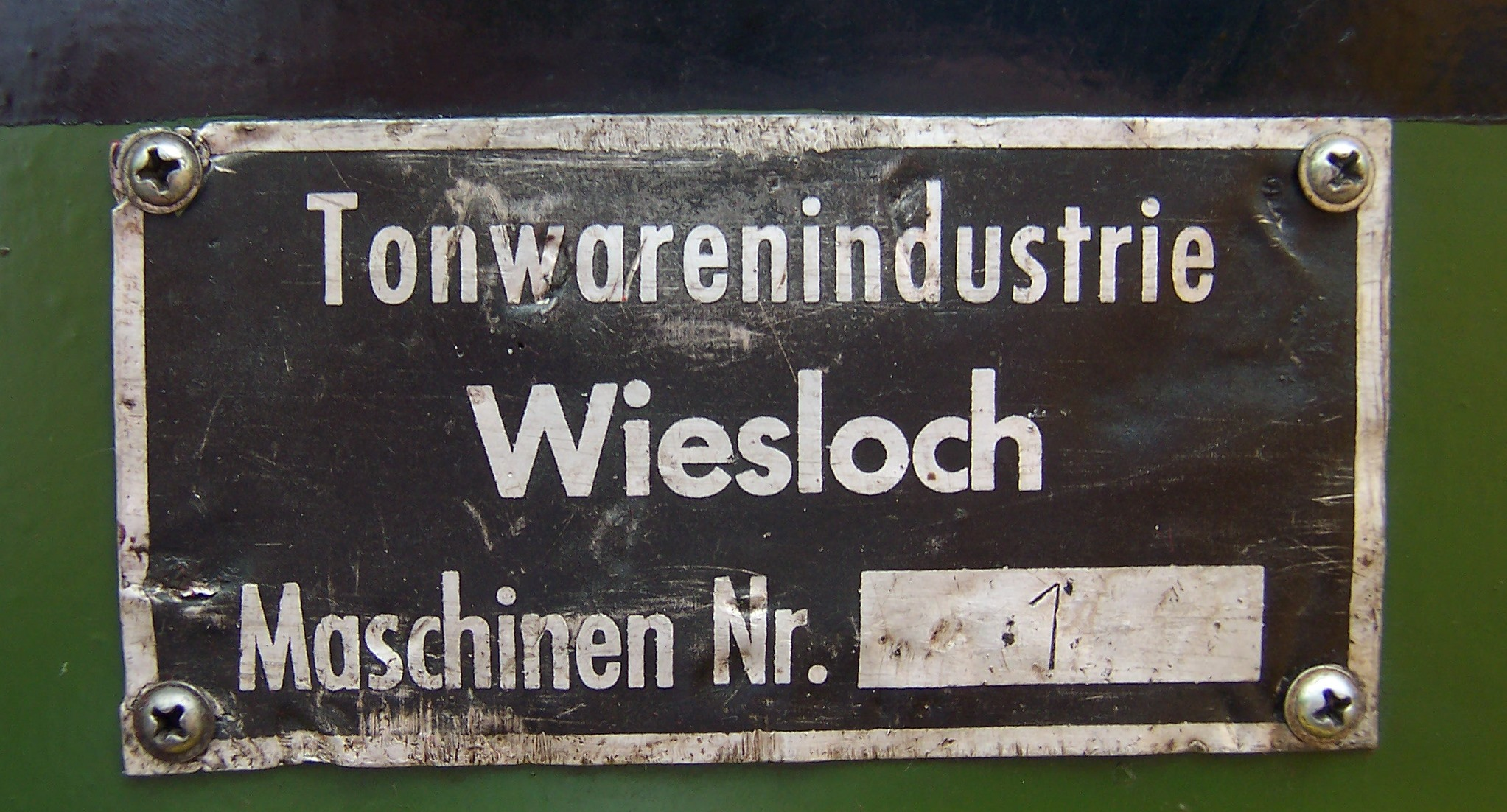
TIW Lokschild

Von der damaligen Feldbahnstrecke vom Ziegelwerk zur Tongrube Demel ist nichts mehr erhalten. Die heutige Feldbahnstrecke des Vereins entstand teilweise auf einem Teil des ehemaligen Anschlussgleises der TIW, das hierfür im Jahr 2005 auf 600 mm umgespurt wurde. Die übrigen Gleisanlagen entsprechen keinem Vorbild. Auch vom Fahrzeugbestand der ursprünglichen schmalspurigen Werksbahn ist heute nichts mehr vor Ort erhalten. Einige Fahrzeuge fanden nach der Stilllegung unter anderem bei der Stumpfwaldbahn und im Feldbahnmuseum Guldental ein neues Zuhause.

## Standort, Vereinsgelände
Der Verein hat sich im Jahre 2001 auf dem Gelände der 1989 stillgelegten Tonwaren-Industrie-Wiesloch (TIW) gegründet. Die von der Stadt Wiesloch für den Verein ausgewiesenen Flächen befinden ca. 900 m nördlich des Bahnhofs Wiesloch-Walldorf. Der historische Lokschuppen von 1905, der 1979 mit Abschaffung der TIW-eigenen Feldbahn nicht mehr genutzt wurde, ragte zu dieser Zeit nur noch zur Hälfte aus dem Boden. Er war durch Erdarbeiten, die u. a. für den Bau des Rewe-Zentrallagers samt Straßenanschluss erforderlich wurden, verschüttet. Somit war es eine der ersten Aufgaben des neu gegründeten Vereins, den Lokschuppen wieder freizulegen. Aufgrund der umsichtigen Bergung und seiner guten Bausubstanz blieb der Schuppen damit der Nachwelt erhalten. Heute stellt das restaurierte Gebäude mit seinen beiden Rauchabzügen für Dampflokomotiven, ein industriegeschichtliches Denkmal dar. Hier sind eine mechanische Werkstätte mit historischen Maschinen sowie eine kleine Ausstellung über die damalige Ziegelherstellung der TIW zu besichtigen. Im Außengelände ist im zurückliegenden Jahrzehnt eine weitverzweigte 600 mm Gleisanlage für Feldbahnfahrzeuge entstanden. Ein kleiner Schaustollen mit Grubenbahn erinnert an den einst intensiven Wieslocher Silber- und Eisenerzbergbau, dessen Auswirkungen sich bis heute in Bodenbelastungen rund um Wiesloch zeigen. Im Jahre 2012 eröffnete der Verein auf dem Gelände einen Schaubereich „Tongrube“, in dem ein funktionstüchtiger Ertmer Eimerkettenbagger Typ: KB1 aus dem Jahre 1947/48 besichtigt werden kann.

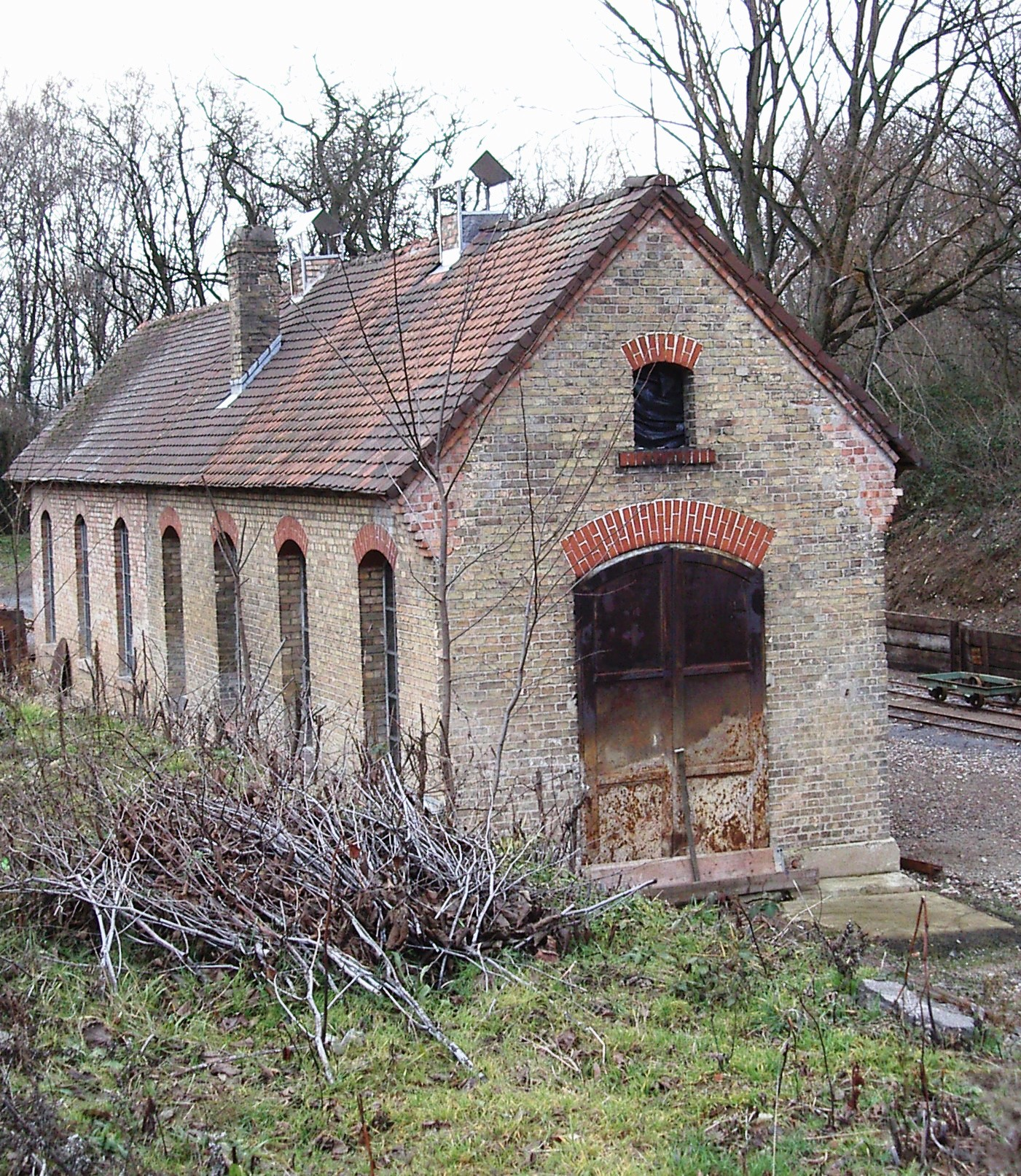
Freilgelegter historischer TIW Lokschuppen, erbaut 1906 (Aufn. 2003)
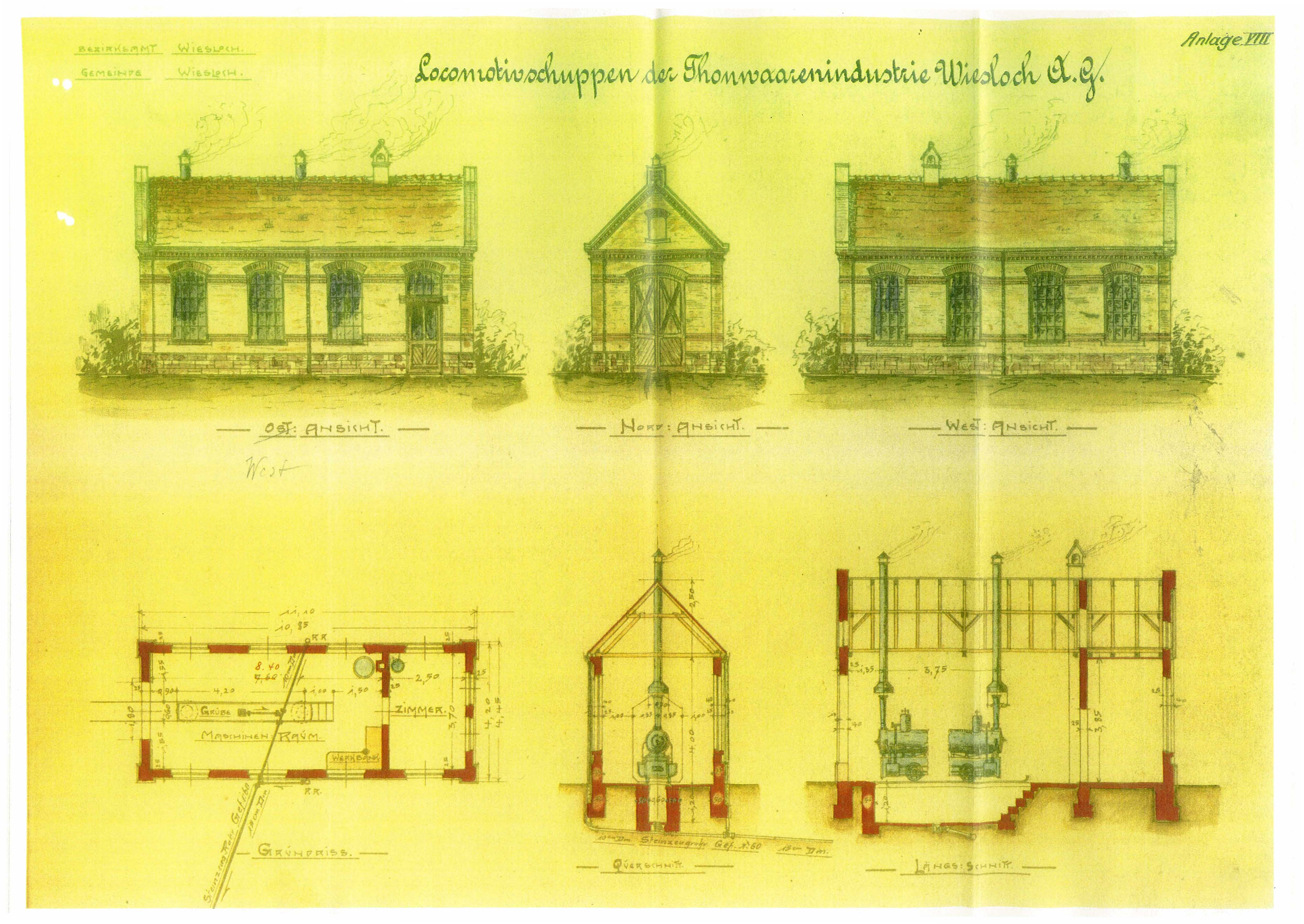
Lokschuppen der TIW, Aufriss und Bauplan aus dem Jahr 1905
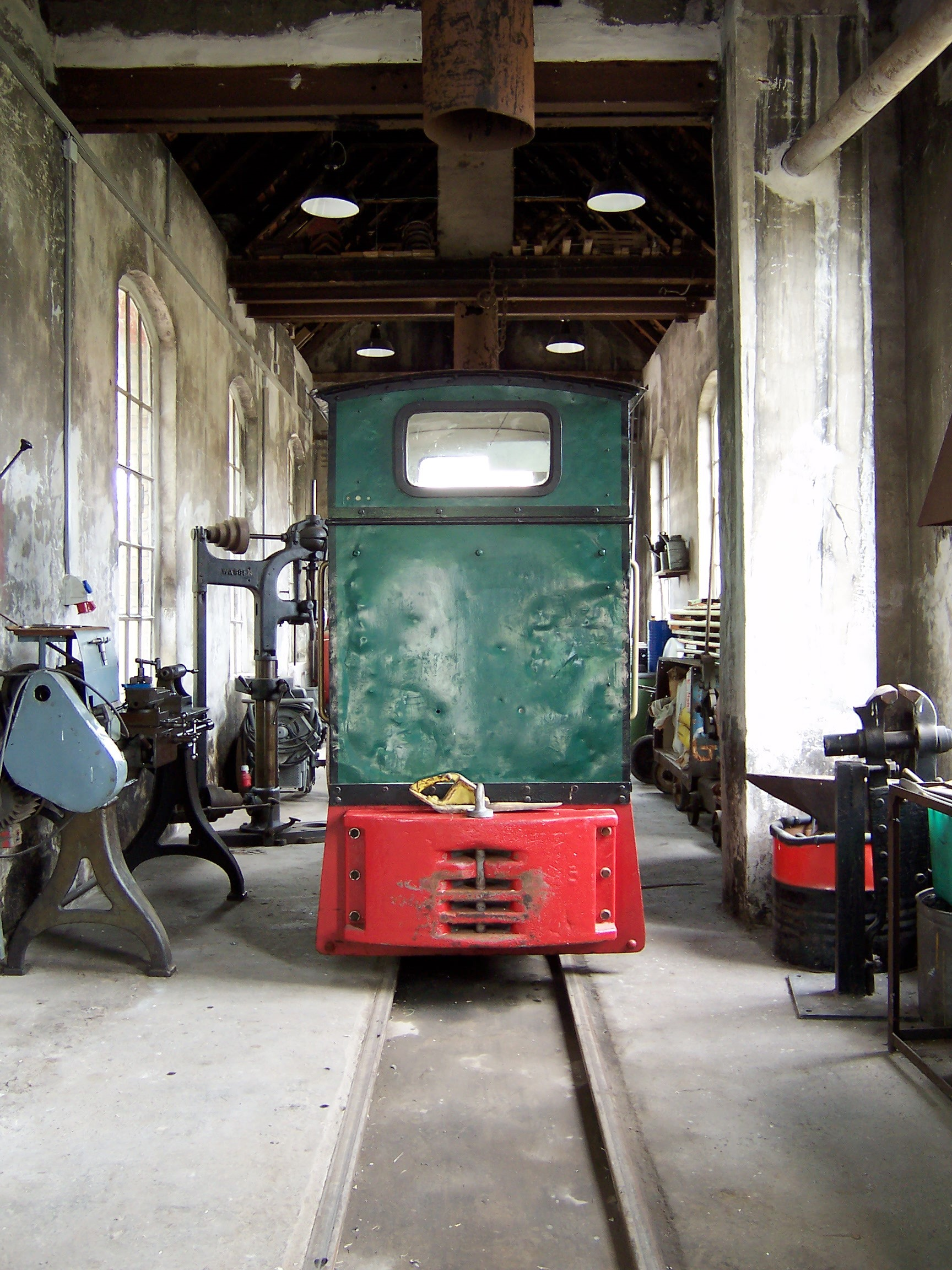
TIW Lokschuppen Innenansicht (Aufn. 2004)
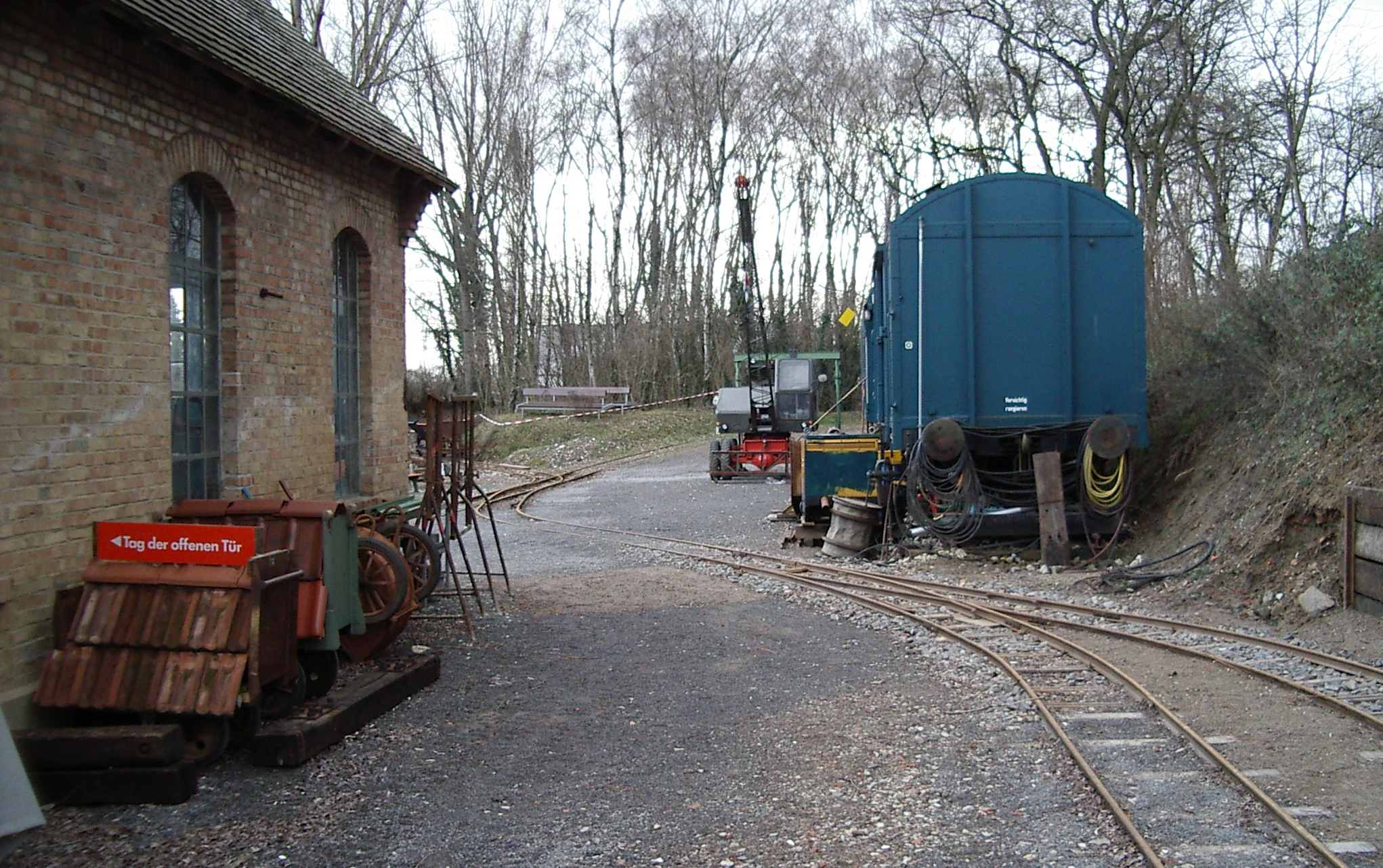
Neugestaltetes Vereinsgelände mit Bauzug und Schuppen (Aufn. 2004)
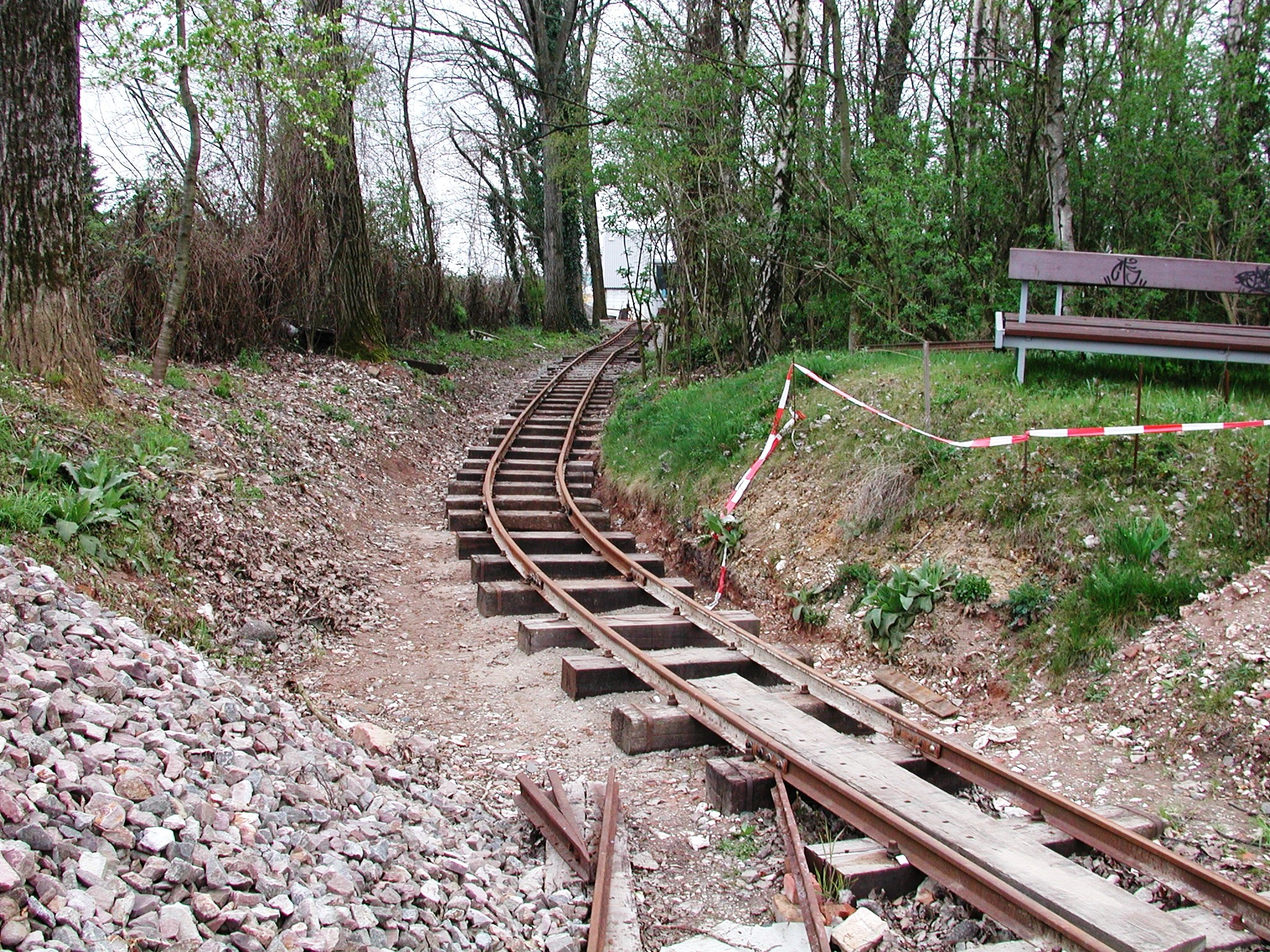
Gleisbau auf dem Vereinsgelände im März 2004
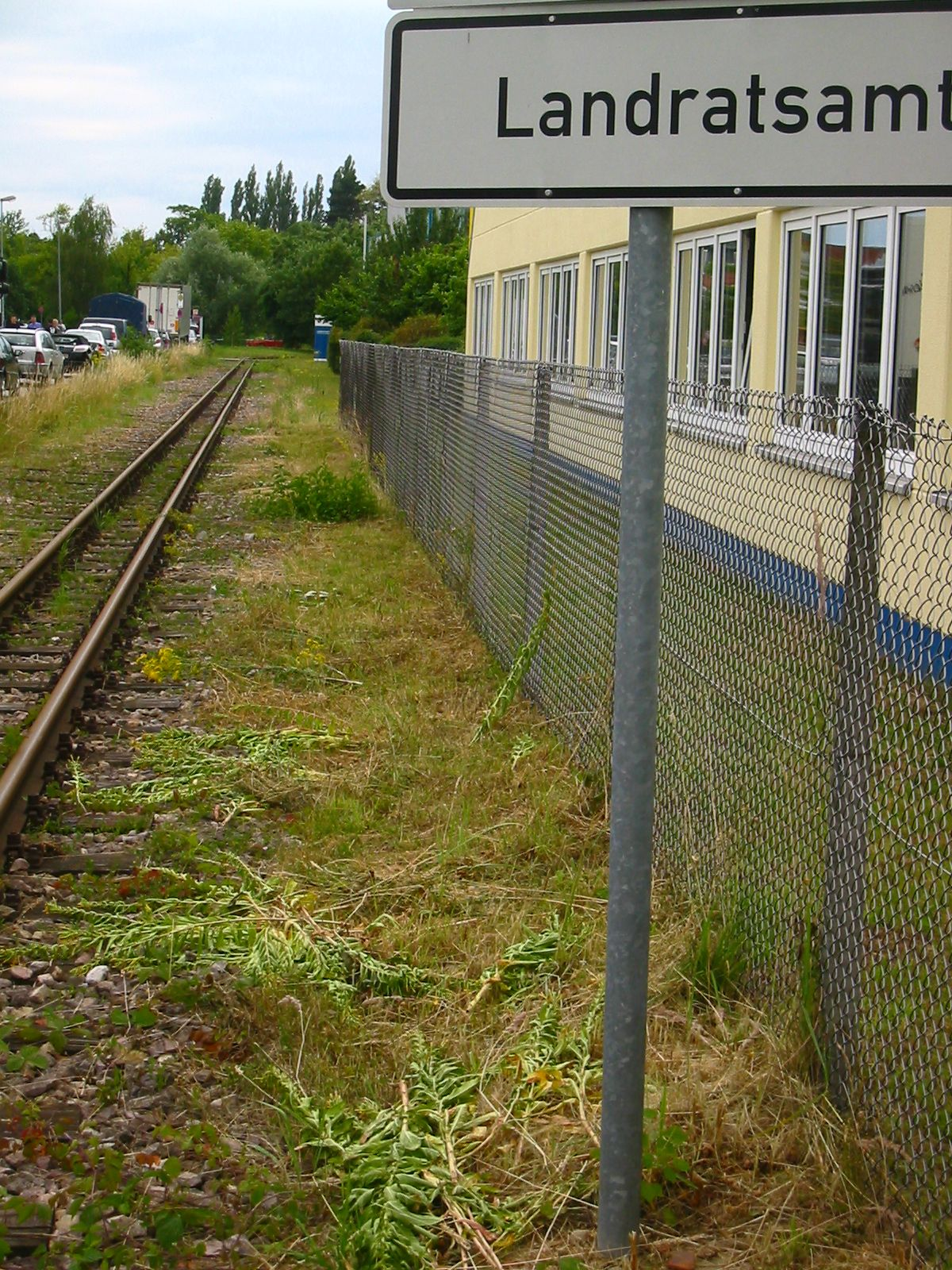
Auf 600 mm umgespurter Gleisabschnitt am Landratsamt Rhein-Neckar-Kreis
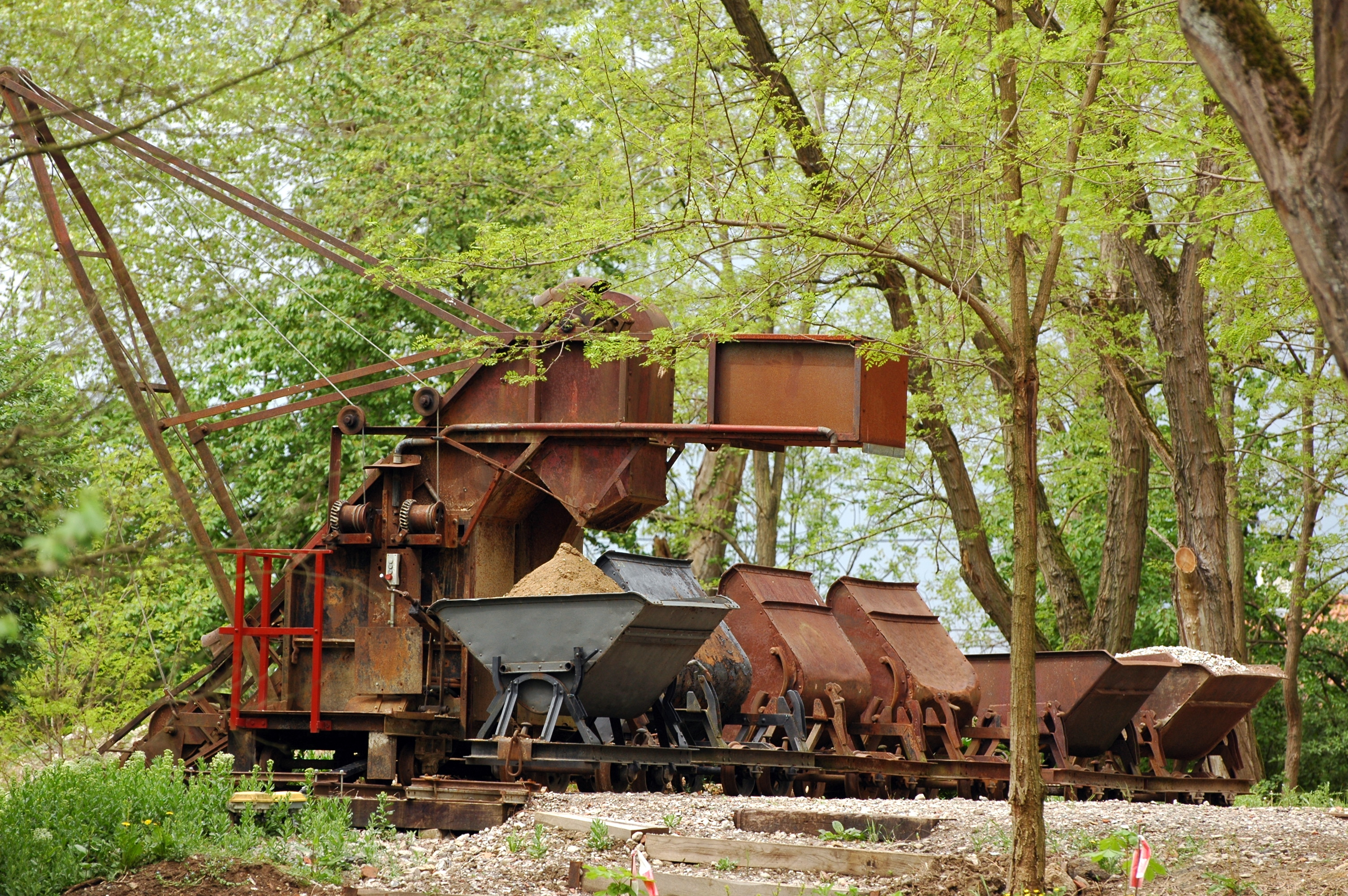
Historischer Eimerkettenbagger (Bj. 1948)
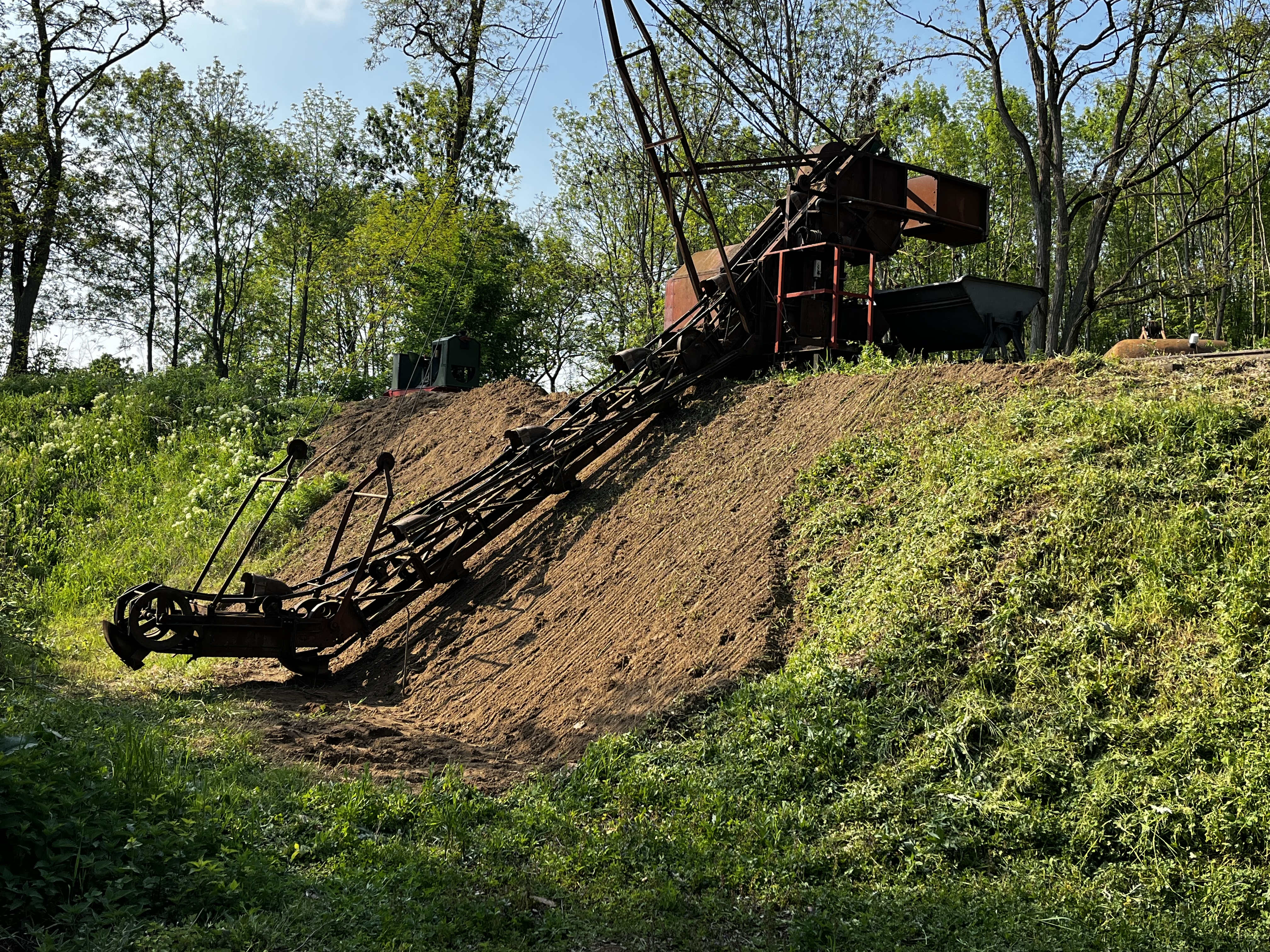
Eimerkettenbagger bei der Bearbeitung der Hangkante (Aufn. 2022)

## Fahrzeuge und Betrieb
Zu den frühen Sammlerstücken des Feldbahnmuseums gehörten Fahrzeuge der unweit der TIW gelegenen Ziegelwerke Bott in Malsch/Rauenberg und des Porphyrwerks Hans Vatter in Dossenheim. Der Steinbruch Vatter schloss sein Werk 2002. Danach trat der Verein mit den Eigentümern in Verhandlung und erwarb 2003/04 zwei Feldbahnlokomotiven (Gmeinder Lok 1, Baujahr 1937 und Deutz-Diesellok OMZ 122 F, Lok 7), die beide in dem Dossenheimer Porphyrsteinbruch schon seit längerer Zeit abgestellt und nicht mehr betriebsbereit waren. So umfasste im Jahr 2004 die Sammlung bereits 7 Lokomotiven, zehn Jahre später waren es bereits etwa doppelt so viele. Bis zum Jahre 2016 war die Sammlung auf gut zwei Dutzend Maschinen erweitert worden. Daher ist aktuell auch eines der wichtigsten Projekte eine neue Depothalle zu erbauen, in der ein Großteil der Fahrzeuge geschützt untergestellt werden kann.

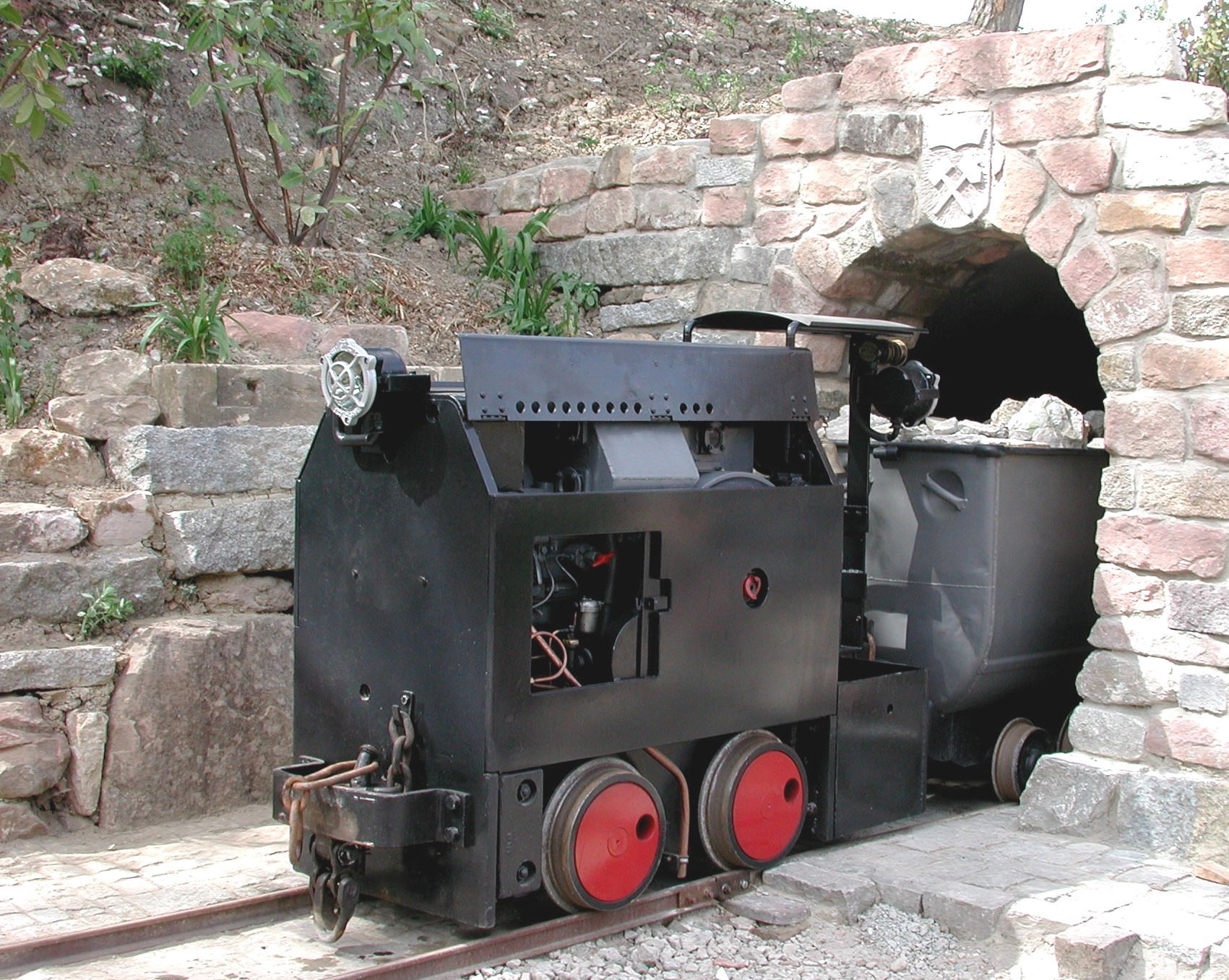
Leichte Deutz-Grubenlok MLH 514, 600 mm (Baujahr 1938)
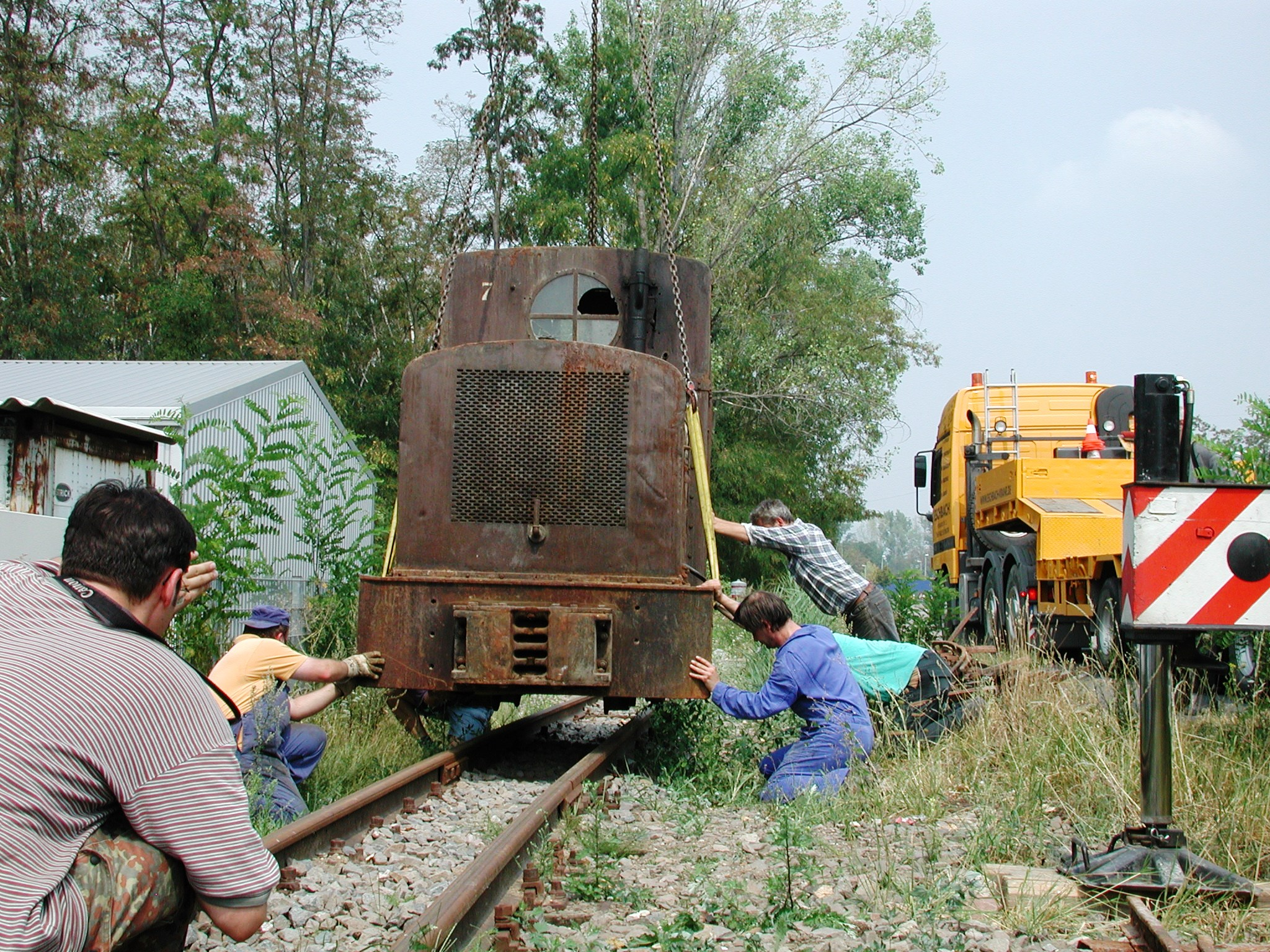
Aufgleisung der Deutz OMZ 122 F, 600 mm (Aufn. 2004)
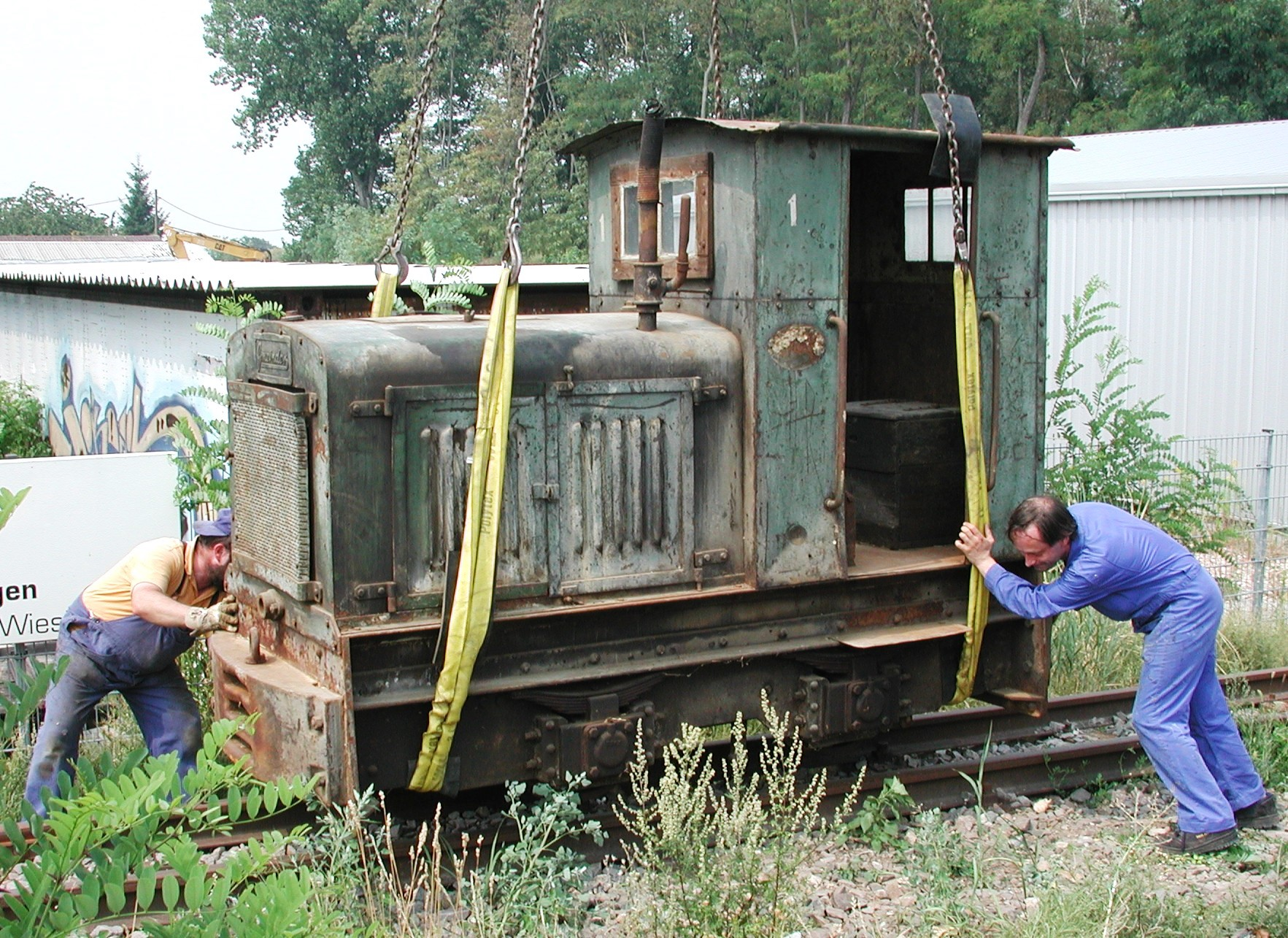
Gmeinderlok 24 PS, 600 mm aus dem Steinbruch Vatter bei der Ankunft in Wiesloch (Baujahr 1938)
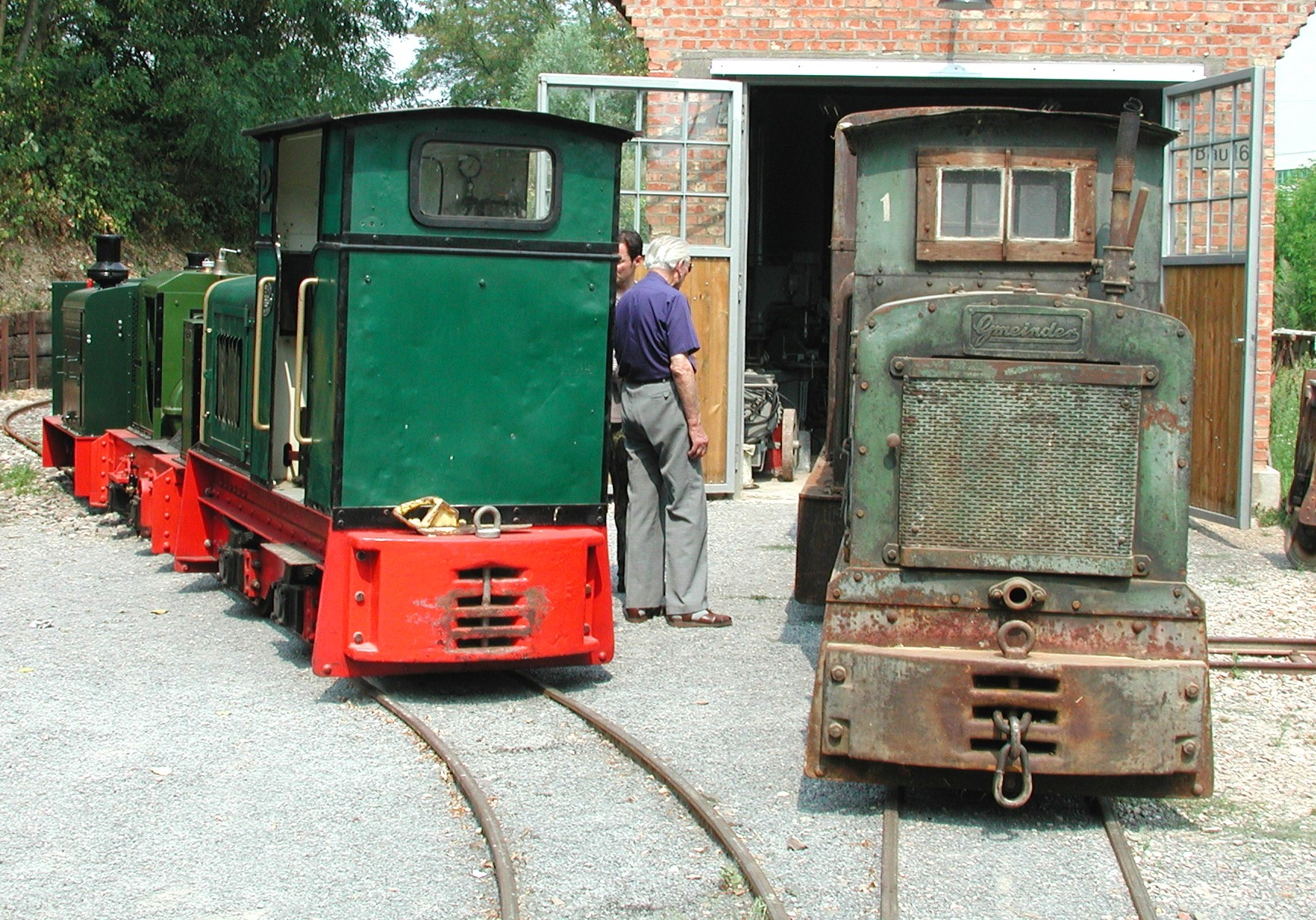
Lokparade am Lokschuppen (Aufn. 2004)
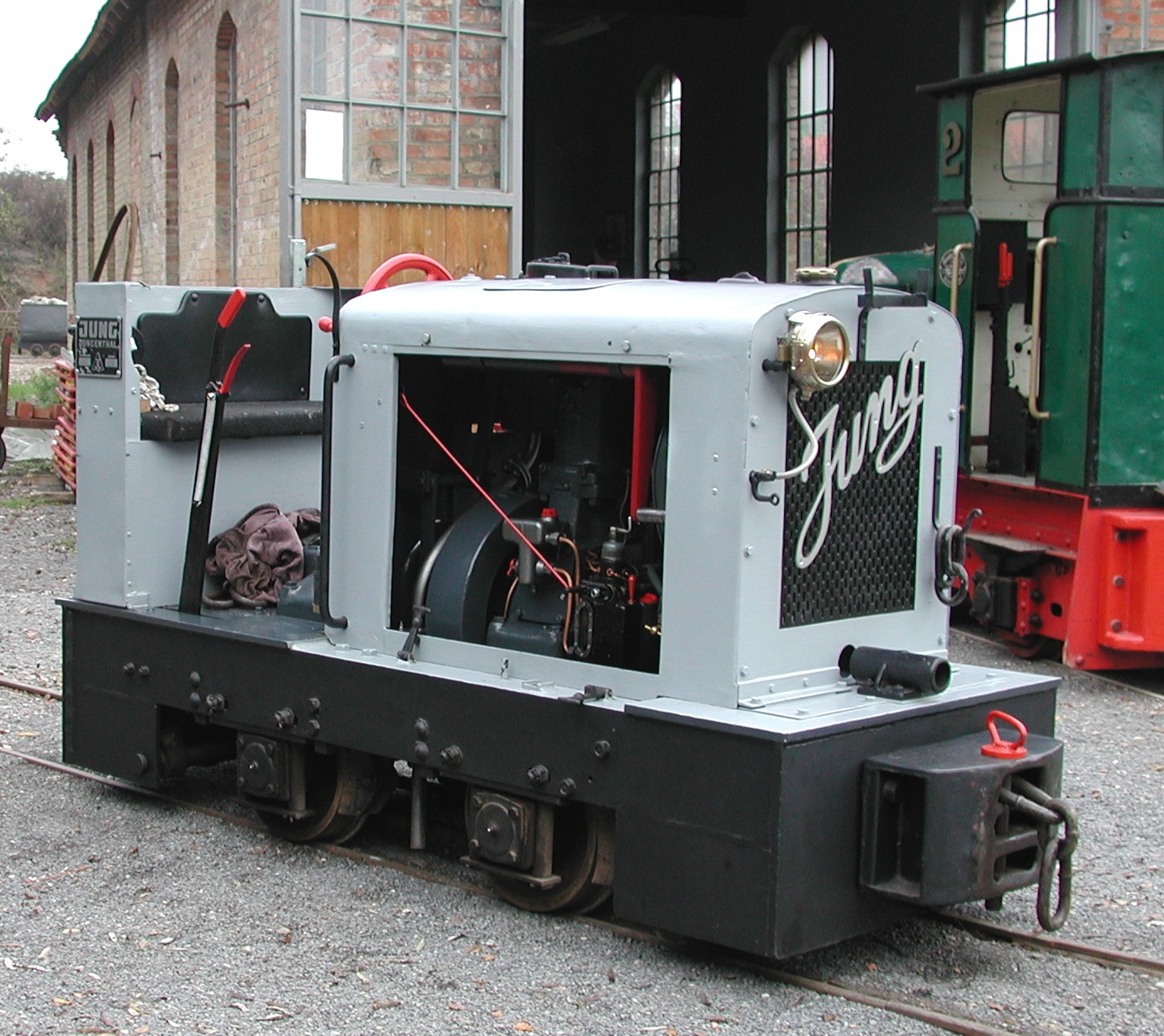
Feldbahnlok EL 110 des Herstellers Arnold Jung, Jungenthal (Aufn. 2006)
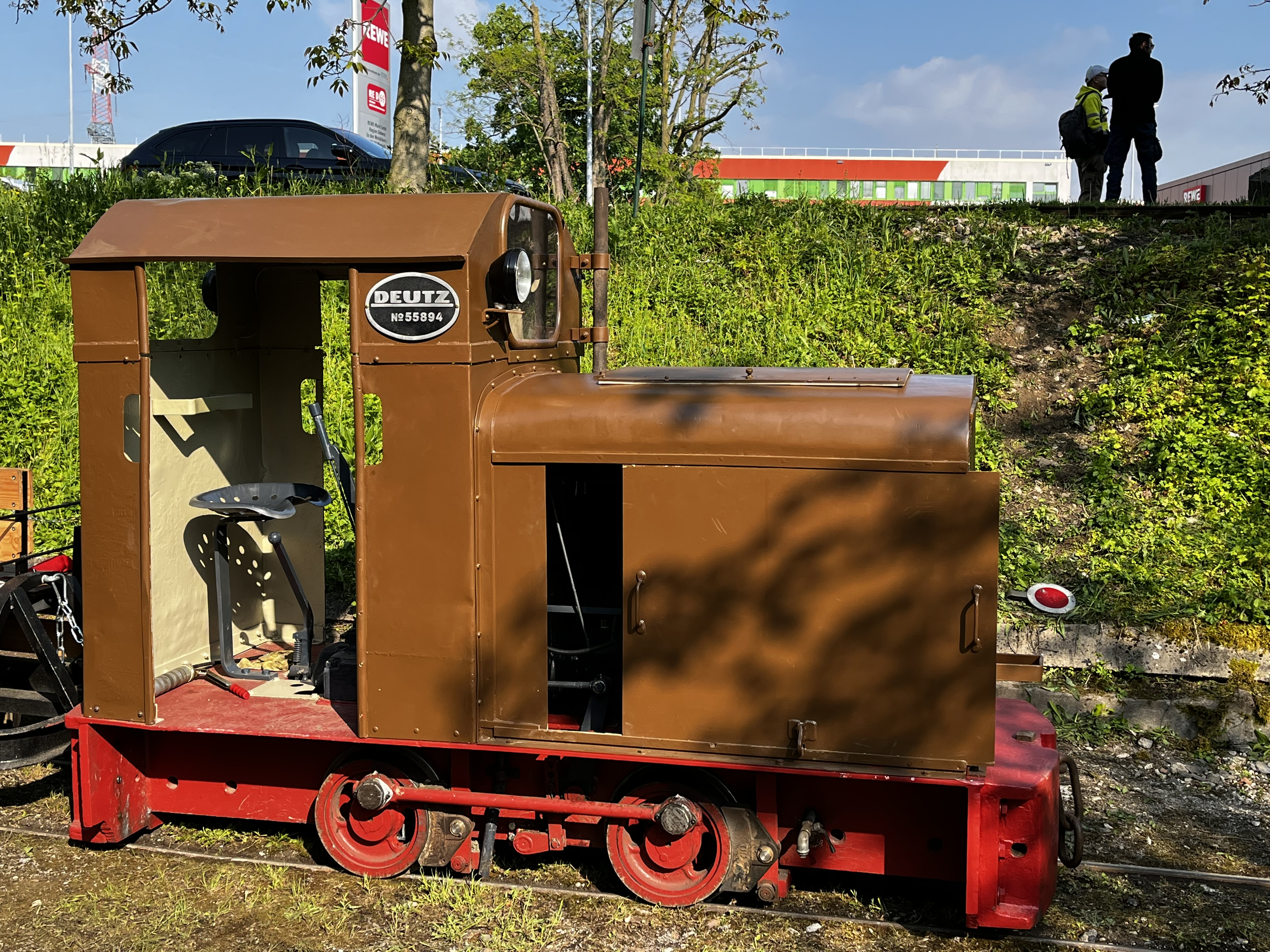
Feldbahnlok, Deutz No. 55894, 600 mm (Aufn. 2022)

Das Museum befindet sich noch im Aufbau und ist zu mehreren Besuchertagen und Sonderveranstaltungen im Jahr geöffnet.